# Vatikanisches Palimpsest

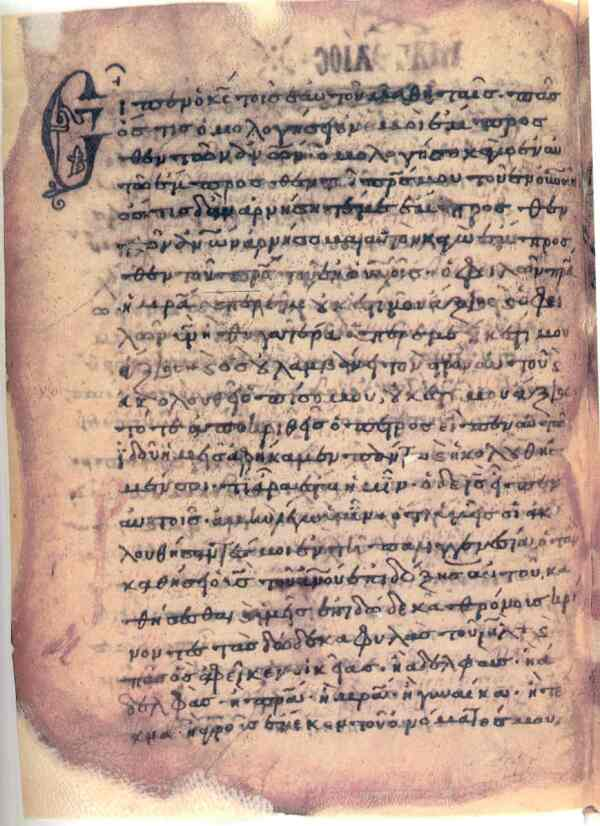

Das Vatikanische Palimpsest ist eine Handschrift in griechischer Sprache aus dem frühen 13. Jahrhundert, die als Palimpsest auf einem kirchenslawischen Text aus dem 10. oder 11. Jahrhundert geschrieben wurde. Sie umfasst 135 Pergamentblätter, von denen 99 erneut beschrieben worden waren.
Der ältere Text enthielt Textabschnitte (Perikopen) aus den Evangelien des Neuen Testaments für die liturgische Lesung (Evangelistar) in kyrillischer Schrift und war verziert. Die Gestaltung hatte Ähnlichkeit zum Apostolar von Enina. Möglicherweise ist er der älteste erhaltene Text in kirchenslawischer Sprache.
Der spätere Text enthielt ebenfalls Evangelientexte und gehörte zu einem Schreiben von 1232 von Patriarch Germanos II. von Konstantinopel nach Rom zu Fragen einer Union beider Kirchen.
Das Palimpsest wurde 1982 vom bulgarischen Historiker T. Krastanow in der Vatikanischen Bibliothek in Rom entdeckt, dort befindet es sich unter der Signatur Vat. Gr. 2502.